# Capital asset pricing model
Il Capital asset pricing model (CAPM) è in economia finanziaria un modello di equilibrio dei mercati finanziari, proposto da William Sharpe in uno storico contributo nel 1964, e indipendentemente sviluppato da Lintner (1965) e Mossin (1966). In breve, il CAPM stabilisce una relazione tra il rendimento di un titolo e la sua rischiosità, misurata tramite un unico fattore di rischio, detto beta. Il beta misura quanto il valore del titolo si muova in sintonia col mercato. Matematicamente, il beta è proporzionale alla covarianza tra rendimento del titolo e andamento del mercato; tale relazione è comunemente sintetizzata tramite la security market line, illustrata nel grafico. Il CAPM fruttò a Sharpe, insieme con M.M. Miller e H. Markowitz, il premio Nobel per l'economia nel 1990. Esistono delle varianti al modello CAPM, note come modello ICAPM di Merton (che si basa su un'analisi multiperiodale) e il modello CCAPM.

## Descrizione

### Formulazioni del modello

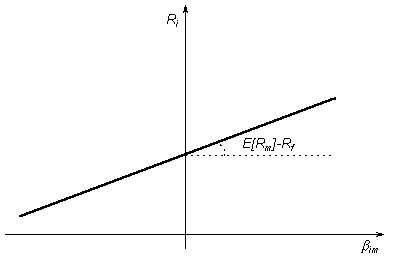
La retta del mercato azionario (Security Market Line), che illustra la relazione tra rischio (beta) e rendimento atteso nel modello

Il nucleo del CAPM è una relazione attesa tra il rendimento di un qualsiasi titolo e il rendimento del portafoglio di mercato, che può essere espressa come:
{\displaystyle \ {\textrm {E}}[r_{i}]=\beta _{im}\left({\textrm {E}}[r_{m}]-r_{f}\right)+r_{f}}
dove {\displaystyle \ r_{i},\ r_{m}} sono il rendimento lordo del titolo in questione e del portafoglio di mercato, {\displaystyle \ r_{f}} è il rendimento lordo privo di rischio, e
{\displaystyle \ \beta _{im}={\frac {{\textrm {cov}}(r_{i},r_{m})}{{\textrm {var}}(r_{m})}}}
Una formulazione alternativa è nota come zero-beta CAPM, e può essere scritta come:
{\displaystyle \ {\textrm {E}}[r_{i}]-{\textrm {E}}[r_{0}]=\beta _{im}\left({\textrm {E}}[r_{m}]-{\textrm {E}}[r_{0}]\right)}
dove {\displaystyle \ r_{0}} denota il rendimento del portafoglio appartenente alla frontiera dei portafogli avente covarianza nulla con il portafoglio di mercato.

### Derivazione del CAPM

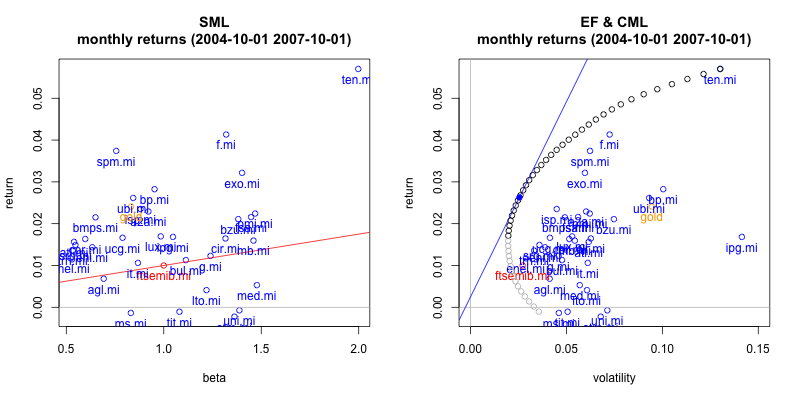
Stima del CAPM, Security Market Line e Capital Market Line per l'indice FTSE MIB tra il 1-10-2004 e il 1-10-2007 con dati mensili

La relazione sopra esposta può essere derivata supponendo che gli operatori di mercato siano caratterizzati da preferenze di tipo media-varianza, ossia che preferiscano un rendimento atteso maggiore e una varianza dei rendimenti minore, ceteris paribus. Sottolineando che si tratta soltanto di una delle possibili derivazioni del CAPM, oltretutto legata a ipotesi piuttosto forti e che il CAPM può essere ottenuto sotto condizioni molto meno restrittive, è possibile procedere osservando come questo porti a concludere che tutti gli operatori di mercato cerchino di massimizzare l'indice di Sharpe (o information ratio) del loro portafoglio, pari a:
{\displaystyle \ SR={\frac {{\textrm {E}}(R_{P})-R_{f}}{\sigma _{P}}}}
dove {\displaystyle \ {\textrm {E}}(R_{P})=\sum _{i}\omega _{i}{\textrm {E}}(R_{i})} denota il rendimento atteso lordo di un portafoglio che ricomprende titoli con rendimenti {\displaystyle \ R_{i}}, con pesi {\displaystyle \ \omega _{i}}, {\displaystyle \ R_{f}} è il tasso d'interesse privo di rischio, e:
{\displaystyle \ \sigma _{P}={\sqrt {\sum _{i}\omega _{i}^{2}{\textrm {var}}(R_{i})+2\sum _{i,j>i}\omega _{i}\omega _{j}{\textrm {cov}}(R_{i},R_{j})}}}
è la deviazione standard (radice quadrata della varianza) del rendimento del portafoglio.
Ciascun operatore di mercato risolve quindi implicitamente un problema di ottimizzazione:
{\displaystyle \ \max _{\{\omega _{i}\}_{i}}{\frac {{\textrm {E}}(R_{P})-R_{f}}{\sigma _{P}}}}
Le condizioni del primo ordine per un massimo impongono, per ogni peso {\displaystyle \ \omega _{i}}:
{\displaystyle \ {\frac {\partial SR}{\partial \omega _{i}}}={\frac {({\textrm {E}}(R_{i})-R_{f})\sigma _{P}-{\frac {1}{\sigma _{P}}}\sum _{i}\omega _{i}({\textrm {E}}(R_{i})-R_{f})}{\sigma _{P}^{2}}}\left[\omega _{i}{\textrm {var}}(R_{i})+\sum _{i,j>i}\omega _{j}{\textrm {cov}}(R_{i},R_{j})\right]=0}
Da cui si ottiene:
{\displaystyle \ {\textrm {E}}(R_{i})-R_{f}-\eta \sum _{j}\omega _{j}{\textrm {cov}}(R_{i},R_{j})=0}
dove {\displaystyle \ \eta ={\frac {1}{\sigma _{P}^{2}}}\sum _{i}\omega _{i}({\textrm {E}}(R_{i})-R_{f})}.
Si consideri ora il rendimento del portafoglio di mercato {\displaystyle \ R_{m}=\sum _{j}\omega _{j}R_{j}}; è facile osservare che:
{\displaystyle \ {\textrm {cov}}(R_{i},R_{m})={\textrm {E}}\left[(R_{i}-{\textrm {E}}(R_{i}))\left(\sum _{j}\omega _{j}(R_{j}-{\textrm {E}}(R_{j}))\right)\right]=\sum _{j}\omega _{j}{\textrm {cov}}(R_{i},R_{j})}
Ma allora:
{\displaystyle \ {\textrm {E}}(R_{i})-R_{f}=\eta {\textrm {cov}}(R_{i},R_{m})}
per qualunque titolo dell'economia. Questo vale anche per il portafoglio di mercato, per cui:
{\displaystyle \ {\textrm {E}}(R_{m})-R_{f}=\eta {\textrm {cov}}(R_{m},R_{m})=\eta {\textrm {var}}(R_{m})}
Dunque, sfruttando entrambe le relazioni sopra:
{\displaystyle \ {\textrm {E}}(R_{i})-R_{f}={\frac {{\textrm {cov}}(R_{i},R_{m})}{{\textrm {var}}(R_{m})}}\left[{\textrm {E}}(R_{m})-R_{f}\right]}
così che si è ottenuto il CAPM.

## Illustrazione e impieghi del CAPM
Al di là della(e) derivazione(i) formale(i) del modello, il CAPM si presta a una lettura euristica, e a questo è dovuta la sua popolarità tra i practitioner della finanza. Si propongono di seguito alcune considerazioni di carattere immediato, volte a facilitare l'interpretazione del modello e a comprenderne le applicazioni.

### Valutazione di attività finanziarie
Una volta determinato il rendimento atteso {\displaystyle \ {\mbox{E}}[R_{i}]} sulla base del CAPM, i flussi di cassa futuri dell'attività finanziaria oggetto d'analisi possono essere scontati, determinandone il valore attuale. L'operazione di sconto determina dunque il prezzo corretto dell'attività finanziaria. 
In linea teorica dunque, un'attività finanziaria è correttamente prezzata se il prezzo osservato sul mercato è uguale a quello determinato tramite il CAPM. Se il prezzo di mercato è più alto (più basso), l'attività è sovrapprezzata (sottoprezzata).
In alternativa, dato un qualsiasi modello di valutazione, è possibile risolvere l'equazione per la valutazione di un'attività finanziaria in funzione del tasso di sconto, supponendo corretto il prezzo osservato sul mercato. Se il tasso di sconto risultante è minore (maggiore) di quello implicato dal CAPM, l'attività finanziaria è sovrapprezzata (sottoprezzata).

### Determinazione del rendimento atteso
Il CAPM fornisce un rendimento atteso o un tasso di sconto appropriati alle caratteristiche dell'attività finanziaria oggetto di valutazione - in altre parole, determina il tasso a cui i flussi di cassa futuri generati da tale attività devono essere scontati, data la rischiosità che la caratterizza. Beta maggiori di 1 implicano una rischiosità in media maggiore rispetto a quella del mercato nel complesso; viceversa beta minori di 1 denotano una rischiosità minore. Dunque un'attività finanziaria più rischiosa avrà un beta più elevato, e dovrà essere scontata a un tasso maggiore; attività finanziarie meno rischiose avranno beta minori e saranno scontate a tassi minori. In tal senso il CAPM è coerente con l'intuizione che un investitore dovrebbe richiedere un rendimento atteso più elevato per detenere un'attività finanziaria più rischiosa.
Poiché il coefficiente beta riflette la sensibilità di un'attività finanziaria rispetto a un rischio, non diversificabile, di mercato, il mercato stesso sarà caratterizzato da un beta pari a 1. Frequentemente indici di mercato caratterizzati da una ampia composizione sono utilizzati come proxy per l'intero mercato; in tal caso, per definizione il loro beta sarà uguale a 1. Ciò non significa, da un punto di vista strettamente aderente alla teoria, che un indice di mercato sia in effetti il portafoglio di mercato stesso; questo tema è stato usato per contestare la validità del CAPM stesso da Roll nel 1977 (v. oltre). Per contro, è vero che un investitore che detenga una posizione in un portafoglio ampio, diversificato (quale potrebbe essere un fondo comune) può attendersi una performance in linea con quella del mercato.

### Rischio e diversificazione
Il rischio di un portafoglio consta di una componente sistematica e di una specifica, o idiosincratica. Il rischio sistematico, nella prospettiva del CAPM, è riferito al rischio comune a tutte le attività finanziarie scambiate sul mercato - si tratta, appunto, del rischio di mercato. Il rischio specifico è invece associato alle caratteristiche delle singole attività finanziarie; per sua natura, può essere ridotto tramite la diversificazione, ossia compensando la rischiosità associata a fluttuazioni nel valore di una data attività finanziaria con quella derivante da movimenti di segno opposto nel valore di attività finanziarie alternative. Non è per contro possibile limitare il rischio di mercato tramite la diversificazione (non, almeno, all'interno del mercato).
Sarebbe controintuitivo attendersi che un investitore riceva un rendimento per essersi fatto carico di un rischio diversificabile - non è, salvo casi particolari, razionale esporre la propria ricchezza a più rischio del necessario. Conseguentemente, il rendimento richiesto per una data attività finanziaria, ossia il rendimento che compensa l'investitore per il rischio di cui si fa carico, deve essere legato alla rischiosità dell'attività stessa in un contesto di portafoglio - ossia, in termini del suo contributo alla rischiosità del portafoglio nel complesso. Nel contesto del CAPM, si osservi, tale rischiosità è rappresentata esclusivamente da una maggiore o minore varianza del rendimento del portafoglio (ossia, da una minore o maggiore prevedibilità).

### Frontiera efficiente di Markowitz
Storicamente, il CAPM è stato sviluppato a partire dalla teoria della frontiera dei portafogli, elaborata in origine dal Premio Nobel per l'economia Harry Markowitz (la derivazione proposta sopra è strettamente legata questo approccio). Sebbene formulazioni alternative ottengano il CAPM a prescindere dall'esistenza della frontiera dei portafogli, questa teoria costituisce un buon punto di partenza per la comprensione del significato del modello.
Il CAPM ipotizza che il profilo rischio-rendimento atteso di un portafoglio possa essere ottimizzato, determinando un portafoglio ottimo, che presenti il minimo livello di rischio possibile per il proprio rendimento atteso. La soluzione di un tale problema di ottimizzazione porta alla definizione della frontiera dei portafogli; il portafoglio ottimale selezionato dal CAPM è, inoltre, un portafoglio appartenente alla porzione efficiente della frontiera stessa.

### Portafoglio di mercato
Un investitore può decidere di investire una frazione della propria ricchezza in un portafoglio di attività finanziarie rischiose, e la parte rimanente in liquidità, ottenendo un tasso d'interesse privo di rischio (potrebbe in effetti anche prendere a prestito ricchezza al tasso privo di rischio al fine di finanziare il proprio investimento in un'attività rischiosa). In tal caso, il rendimento atteso del portafoglio sarà una combinazione lineare del rendimento privo di rischio e del rendimento del complesso delle attività finanziarie rischiose. È dunque possibile ottenere un dato rendimento in due modi:
- Investendo tutta la propria disponibilità finanziaria in un portafoglio rischioso;
- Investendo una frazione della propria disponibilità finanziaria nel portafoglio rischioso, e la restante parte in liquidità.

Per un dato livello di rendimento atteso, tuttavia, soltanto una delle due opzioni sarà efficiente (nel senso che assicurerà il rischio minore). Poiché il tasso di rendimento privo di rischio è, per sua stessa definizione, incorrelato con il rendimento di qualsiasi altra attività finanziaria, in generale la seconda opzione sarà caratterizzata da una minore varianza, e sarà dunque più efficiente.
Queste considerazioni valgono anche per portafogli che giacciono sulla frontiera efficiente. Per un dato livello del tasso d'interesse privo di rischio, esiste soltanto un portafoglio ottimale che, combinato con liquidità, consente di raggiungere il minimo livello di rischio possibile; quest'ultimo è noto come portafoglio di mercato.

## Validità empirica del CAPM

### Metodologia di Fama-MacBeth
La principale difficoltà di un test empirico del CAPM è che il coefficiente {\displaystyle \ \beta _{im}} non può essere direttamente osservato, ma deve essere oggetto di stima. In relazione a tale problema, il riferimento per qualunque studio è la metodologia sviluppata da Fama e MacBeth in uno storico contributo del 1973; tale metodologia è nota come regressione in due passi (two-step methodology). 
Nel primo passo, vengono stimati dei coefficienti {\displaystyle \ \beta _{im}} per portafogli di titoli, conducendo la stima di modelli lineari nella forma:
{\displaystyle \ R_{it}=\alpha +\beta _{im}R_{mt}+\eta _{it}}
nella dimensione serie temporale; l'espressione sopra è anche nota come modello di mercato.
Nel secondo passo, si utilizzano le stime {\displaystyle \ {\hat {\beta }}_{im}} come osservazioni dei regressori nei modelli di regressione lineare, nella dimensione cross-section:
{\displaystyle \ R_{i}=a+b{\hat {\beta }}_{im}+\varepsilon _{i}}
Il CAPM risulterà non rifiutato se, sulla base della regressione sopra, il coefficiente {\displaystyle \ a} sarà pari al tasso d'interesse privo di rischio {\displaystyle \ R_{f}}, e se il coefficiente {\displaystyle \ b} sarà pari al premio per il rischio del portafoglio di mercato.
La metodologia sopra descritta è utilizzata da Fama e MacBeth (1973), in un test che non pienamente conferma la validità del CAPM.

### Critica di Roll
In un noto lavoro, Roll (1977) argomenta come il CAPM non possa, di fatto, essere oggetto di una verifica empirica (l'argomentazione è nota in letteratura come critica di Roll). In sostanza, qualunque test del CAPM sarebbe per Roll riconducibile all'ipotesi che il portafoglio di mercato, il cui rendimento è indicato da {\displaystyle \ R_{m}} sopra, appartenga alla porzione efficiente della frontiera dei portafogli.
Ora, il portafoglio di mercato dovrebbe, almeno in linea teorica, ricomprendere tutte le attività finanziarie che possono essere oggetto di scambio sul mercato: dunque non solo titoli azioni/obbligazionari, ma anche entità meno facilmente quantificabili quali il capitale umano. I test standard superano la difficoltà di reperire dati sul portafoglio di mercato ricorrendo a sue proxy (ossia a indici il cui rendimento dovrebbe essere fortemente legato a quello del portafoglio di mercato), quali ampi indici dei mercati finanziari (ad es. negli USA, lo S&P500, in Italia il MIB30 e, dal 2005, lo S&P/MIB). 
Un test del CAPM si tradurrebbe di fatto in un test sull'appartenenza alla frontiera efficiente della particolare proxy del portafoglio di mercato utilizzata. Poiché il fatto che la proxy appartenga o meno alla frontiera efficiente poco o nulla dice sul portafoglio di mercato in sé, il CAPM non può essere oggetto di verifica empirica.
Sebbene la critica di Roll sia fondata dal punto di vista teorico, e foriera di conseguenze potenzialmente distruttive per il CAPM, il modello è ancora nella pratica largamente utilizzato. La popolarità del CAPM è essenzialmente legata alla sua semplicità, nonché alla capacità di ricondurre il valore di un titolo a un singolo fattore di rischio, rappresentato dal rischio legato al portafoglio di mercato.

### Ulteriori sviluppi
Il dibattito sul CAPM si è acceso notevolmente in seguito al lavoro di Fama e French (1992); Fama e French in particolare propongono un modello in cui, insieme al rischio di mercato, vengono considerati ulteriori fattori di rischio, quali la dimensione delle imprese e il rapporto valore di libro - valore di mercato dei loro titoli. Il lavoro fece un qualche scalpore, in quanto Eugene Fama era ed è considerato uno dei principali sostenitori della teoria classica dell'asset pricing, basata sull'ipotesi di efficienza del mercato; quantunque tale teoria non sia incompatibile con il modello di Fama-French, il CAPM ne era considerato una conseguenza più diretta.
Il ricorso a modelli multifattoriali, come in Fama e French (1992), per spiegare il rendimento dei titoli nella dimensione cross-section appare una promettente linea di ricerca, corroborata dal punto di vista teorico dall'Arbitrage pricing theorem (APT). In tempi recenti quest'ultimo approccio ha ricevuto una qualche attenzione da parte dei practitioner della finanza, sebbene il CAPM resti il modello di riferimento.

### Popolarità del CAPM e luoghi comuni
Al di fuori dell'ambito accademico, in cui la fiducia nel CAPM è in qualche misura venuta meno, nella pratica del mercato il modello gode ancora di notevole popolarità. La pervasività del modello, nonché l'innegabile passione degli operatori della finanza per la discussione e lo sviluppo di nuovi modelli, ha dato adito a una serie di osservazioni sul CAPM, spesso fondate su luoghi comuni più che su solide basi teoriche, che circolano da tempo in ambiente finanziario.
- Il CAPM non spiegherebbe la variabilità dei rendimenti nella dimensione cross-section; gli studi empirici degli ultimi anni indicherebbero che titoli caratterizzati da, ad esempio, beta minori, offrono rendimenti maggiori di quelli previsti dal CAPM (questa osservazione è collegata alla critica di Fama-MacBeth, v. sopra).
- Il CAPM ipotizza che un investitore richieda un rendimento atteso più elevato per un rischio maggiore, e non ammette che un investitore accetti un rendimento minore, o un rischio maggiore, ceteris paribus. Poiché tuttavia chi gioca al casinò chiaramente paga per rischiare, è possibile che tali categorie di investitori, non "ammesse" dal CAPM, operino nei mercati. In effetti questa critica è superata da formulazioni alternative del CAPM, che ottengono il modello a partire da ipotesi più generali sulle preferenze degli investitori.
- Il CAPM ipotizza che tutti gli investitori abbiano un'opinione comune sulla rischiosità e sul rendimento atteso di tutte le attività finanziarie scambiate sul mercato.
- Il CAPM ipotizza l'esistenza di un tasso d'interesse privo di rischio, che tutti gli operatori di mercato possano investire a tale tasso, e che non ci siano limiti alla possibilità di prendere a prestito a tale tasso, Questa critica è tuttavia superata da formulazioni più generali del modello.
- Il CAPM ipotizza l'assenza di costi di transazione, imposizione fiscale e frizioni di qualunque tipo sui mercati. Anche questa critica è superata tramite il ricorso a formulazioni più estese del modello.
- Il CAPM sarebbe fondato sull'ipotesi che i prezzi delle attività finanziarie siano correttamente modellizzati come variabili casuali lognormali. Questa ipotesi, oltre che palesemente errata in quanto implicherebbe la possibilità di rendimenti inferiori a -100% per le attività finanziarie, non rifletterebbe l'evidenza empirica, in base alla quale i mercati sarebbero sistemi caotici, che prevedono la possibilità di ampie fluttuazioni dei corsi delle attività finanziarie con una frequenza più elevata di quanto predetto da una variabile casuale normale. Questa critica è piuttosto popolare, ma trascura il fatto che per ottenere il CAPM è sufficiente ipotizzare che i rendimenti dei titoli siano caratterizzati da momenti di ordine primo e secondo, come nella derivazione proposta sopra, senza chiamare in causa la lognormalità. L'ipotesi cruciale nella derivazione proposta sopra è che le preferenze degli investitori siano formulate esclusivamente in termini di media e varianza dei rendimenti dei titoli; l'ipotesi di normalità dei rendimenti (lognormalità dei prezzi) è una condizione sufficiente, ma non necessaria, affinché ciò sia verificato.
- Il portafoglio di mercato consiste di tutte le attività finanziarie scambiate su tutti i mercati, pesate per la propria capitalizzazione di mercato. Ciò implica l'assenza di una preferenza tra mercati e attività da parte degli investitori individuali, e che ciascun investitore selezioni le proprie opportunità d'investimento soltanto sulla base del loro profilo rischio-rendimento atteso.
- Il CAPM sottostima il valore per l'azionista di maggioranza (owner) del decidere ed influenzare la destinazione dei flussi finanziari di una azienda. Il contributo di uno studente della Wharton School denominato Shareholder Ownership Value tratta specificamente di tale argomento.

### Contributi storici
- Black, F., 1972, "Capital Market Equilibrium with Restricted Borrowing," Journal of Business, 45(3), 444-455;
- Black, F., Jensen, M. e Scholes, M., 1972, The Capital Asset Pricing Model: Some Empirical Tests, in M. Jensen (ed.), Studies in the Theory of Capital Markets;
- Blume, M.E., Friend, I., 1977, "A New Look at the CAPM," Journal of Finance 20(1), 19-33;
- Fama, E. and French, K., 1992, "The Cross-Section of Expected Stock Returns," Journal of Finance 47(3), 427-465;
- Fama, E. and MacBeth, J., 1973, "Risk, Return and Equilibrium: Empirical Tests," Journal of Political Economy 81, 115-146;
- Lintner, J., 1965, "The Valuation of Risky Assets and the Selection of Risky Investments in Stock Portfolios and Capital Budget," Review of Economics and Statistics 47, 13-37;
- Mossin, J., 1966, "Equilibrium in a Capital Asset Market," Econometrica 34, 768-783;
- Roll, R., 1977, "A Critique of the Asset's Pricing Theory's Tests: Part I," Journal of Financial Economics 4, 129-176;
- Ross, S.A., 1977, "The Capital Asset Pricing Model (CAPM), Short-sale Restrictions and Related Issues," Journal of Finance 32(2), 177-190;
- Sharpe, W.F., 1964, "Capital Asset Prices: a Theory of Market Equilibrium Under Conditions of Risk," Journal of Finance 19(3), 425-442;
- Tobin, J., 1958, "Liquidity Preference as Behaviour Towards Risk," Review of Economic Studies 25.

### Manualistica
- Cochrane, J. (2001) Asset Pricing, Princeton University Press, ISBN 0-691-07498-4, un testo di livello universitario sull'asset pricing; il CAPM è esaminato da un punto di vista teorico nei capitoli 5, 6 e 9; la letteratura empirica sul CAPM è presa in esame nel capitolo 12 (in inglese);
- Elton, E.J., Gruber, M.J., Brown, S.J. e Goetzmann, W.N. (2003) Modern Portfolio Theory and Investment Analysis, John Wiley and Sons, ISBN 0-471-23854-6, un testo di carattere introduttivo, particolarmente attento alle applicazioni; il CAPM è esaminato nel capitolo 13; il capitolo 15 analizza la letteratura sui test empirici del CAPM e dell'efficienza del mercato (in inglese).
- Bodie Z., Kane A., Marcus A.J. (2005) "Investments", Mcgraw-hill, ISBN 0-07-286178-9 testo molto approfondito in lingua inglese, di livello universitario.